# إدوارد تيودور بول
إدوارد تيودور بول (بالإنجليزية: Edward Tudor-Pole)؛ ( 6 ديسمبر 1955 ) ممثل وموسيقي ومطرب ومقدم برامج إنجليزي .

## عن حياته
له العديد من الأعمال التلفزيونية و السينمائية بالإضافة إلى انه كان مقدم البرنامج الشهير (ذا كريستال ميز) .

## روابط خارجية
- إدوارد تيودور بول على موقع IMDb (الإنجليزية)
- إدوارد تيودور بول على موقع قاعدة بيانات الأفلام العربية
- إدوارد تيودور بول على موقع ألو سيني (الفرنسية)
- إدوارد تيودور بول على موقع ألو سيني (الفرنسية)
- إدوارد تيودور بول على موقع ميوزك برينز (الإنجليزية)
- إدوارد تيودور بول على موقع أول موفي (الإنجليزية)
- إدوارد تيودور بول على موقع قاعدة بيانات الأفلام السويدية (السويدية)
- إدوارد تيودور بول على موقع قاعدة بيانات الأفلام السويدية (السويدية)
- إدوارد تيودور بول على موقع ديسكوغز (الإنجليزية)
- إدوارد تيودور بول على موقع قاعدة بيانات الفيلم (الإنجليزية)